# إينيس براون
إينيس براون (بالإنجليزية: Innis Brown)‏ هو لاعب كرة قدم أمريكية أمريكي، ولد في 31 مارس 1884 في فرانكلين في الولايات المتحدة، وتوفي في 23 يناير 1961 في DeLeon Springs, Florida ‏ في الولايات المتحدة.